# B-Unique Records
La B-Unique Records è una etichetta discografica londinese fondata nel 2001 da Mark Lewis e Martin Toher.

## Scuderia
- Kodaline
- James Bay
- John Newman
- Darlia
- The Mispers
- Port Isla
- Ian Broudie
- John Power
- Samuel Preston
- Liam O'Donnell
- Benjamin Francis Leftwich
- Luke Sital Singh
- Anders Grahn
- Grace Tither
- Ralph Pellymounter
- James Flannigan

## Artisti scritturati in passato
- Alkaline Trio
- Alterkicks
- Aqualung
- The Automatic
- Bedouin Soundclash
- Coheed and Cambria
- Fenech Soler
- Gay Dad
- Har Mar Superstar
- Hot Hot Heat
- Kaiser Chiefs
- Leaves
- Millionaires
- Mull Historical Society
- The Ordinary Boys
- Saves the Day
- Spunge
- Rocket From The Crypt
- The Twang
- Pull Tiger Tail